# Marcel Hudima
Marcel Hudima (* 7. dubna1990, Kišiněv, Sovětský svaz) je moldavský lední hokejista hrající za klub Yükseliș S.K v turecké první lize.

## Kariéra
Hokejovou kariérou začal již ve 12 letech. Svou profesionální kariéru začal v Polis Akademisi ve Koleji.
 V současné době hraje za turecký hokejový tým Yukseliș. Tento klub získal třetí místo v turecké lize v sezóně 2011–2012.